# Кротові (підродина)
Кротові (Talpinae) — підродина ссавців із родини кротових (Talpidae). Налічує 41 сучасний вид. Більшість членів підродини живуть під землею; однак Urotrichini й Neurotrichus схожі за звичками із землерийками, а Desmanini пристосовані до водного життя. Всі сучасні види крім північноамериканського Neurotrichus gibbsii живуть у Євразії. В основному вони їдять комах та інших дрібних безхребетних.

## Склад підродини
Subfamily Talpinae
- Триба Desmanini
  - Рід Desmana
  - Рід Galemys
- Триба Neurotrichini
  - Рід Neurotrichus
- Триба Scaptonychini
  - Рід Scaptonyx
- Триба Talpini
  - Рід Euroscaptor
  - Рід Mogera
  - Рід Oreoscaptor
  - Рід Parascaptor
  - Рід Scaptochirus
  - Рід Talpa
- Триба Urotrichini
  - Рід Dymecodon
  - Рід Urotrichus